# Ramón Valdés (Schauspieler)

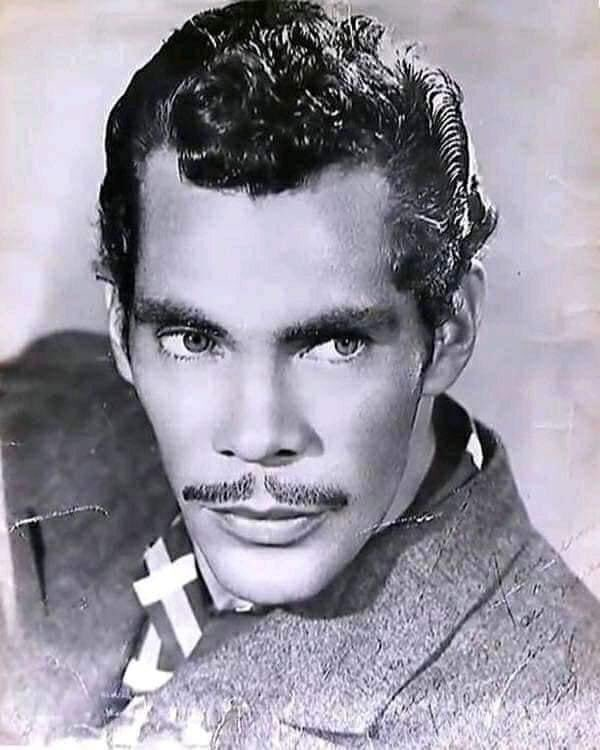
Ramón Valdés (1923–1988)

Ramón Esteban Gómez Valdés y Castillo (* 2. November 1923 in Mexiko-Stadt, Mexiko; † 9. August 1988 ebenda) war ein mexikanischer Schauspieler.

## Leben
Er wurde in Mexiko-Stadt geboren und wuchs in einer bescheidenen und großen Familie auf, die später, als er zwei Jahre alt war, nach Ciudad Juárez zog. Sein Debüt als Schauspieler gab er 1949 mit einer kleinen Rolle in dem Film Calabacitas tiernas, einem Film, in dem er neben seinem älteren Bruder, dem Schauspieler Germán Valdés, besser bekannt als „Tin Tan“, und allen, die ihn in die Welt der Performance einführten, auftrat. Mit Rollen als Statist oder Nebenrollen trat er weiterhin in verschiedenen Filmen auf. Ramón und Germán hatten zwei weitere Brüder, die ebenfalls Schauspieler waren, nämlich: Manuel, besser bekannt als „El Loco Valdés“ und Antonio, besser bekannt als „El Ratón Valdés“.
Valdés spielte in mehr als 50 Filmen mit, unter anderem an der Seite seines Bruders Tin Tan (meistens), Pedro Infante und Cantinflas. Die 1940er und 1950er Jahre repräsentierten das goldene Zeitalter des mexikanischen Kinos, eine Blütezeit des Kinos dieses Landes, von der Valdés jedoch nicht viel profitierte. Neben seinen Ausflügen ins Kino verdiente er sich auch seinen Lebensunterhalt mit einfachen Handwerken.
1968 traf er Roberto Gómez Bolaños, mit dem er an verschiedenen Programmen wie Los supergenios de la mesa Cuadrada (1968), Chespirito (1970) und El Chapulín Colorado (1973) mit verschiedenen Rollen zu arbeiten begann. Es war in der Produktion El Chavo del 8 (1971), in der Valdés internationalen Ruhm erlangte, aber er verließ sie 1979, um später 1981 für kurze Zeit zurückzukehren, da dies sein letztes Jahr war, in dem er an dem Projekt arbeitete. 1982 spielte Valdés an der Seite von Carlos Villagrán in der venezolanischen Sendung Federrico und 1987 in ¡Ah qué Kiko!, Sendungen, die nicht so erfolgreich waren wie erwartet und den früheren Produktionen, für die er gearbeitet hatte, nicht ähnlich waren.

## Filmografie (Auswahl)

### Fernsehshows
- Sábados de la Fortuna (1968–1970) .... Varios personajes
- Chespirito (1970–1981) .... Varios personajes
- Los supergenios de la Mesa Cuadrada (1970)
- El Chavo del 8 (1971–1979) .... Don Ramón
- El Chapulín Colorado (1972–1979) .... Varios personajes
- Federrico (1982) .... Don Moncho
- ¡Ah qué Kiko! (1987–1988) .... Don Ramón

### Filme
- Calabacitas tiernas (1949) – como Willy.
- Soy charro de levita (1949) – Don Primitivo
- Novia a la medida (1949)
- El rey del barrio (1949) – El Norteño
- La marca del Zorrillo (1950)
- Simbad el mareado (1950)
- El Revoltoso (1951) – Detective
- ¡Ay amor, cómo me has puesto! (1951)
- ¡Mátenme porque me muero! (1951)
- Las locuras de Tin Tán (1952)
- Me traes de un ala (1953) – González
- El vagabundo (1953)
- Dios los cría (1953)
- El mariachi desconocido (1953)
- Mulata (1954)
- Escuela de vagabundos (1955) – Taxista
- La vida no vale nada (1955) – Conductor
- Una movida chueca (1956)
- Pura vida (1956)
- El sultán descalzo (1956)
- El vividor (1956)
- Botas de oro (1956)
- El inocente (1956) – Extra (mecánico)
- Las aventuras de Pito Pérez (1957) – Trailero
- Los tres mosqueteros y medio (1957)
- Las mil y una noches (1958)
- Escuela para suegras (1958)
- Refifi entre las mujeres (1958)
- La odalisca nº 13 (1958)
- Tres lecciones de amor (1959)
- El cofre del pirata (1959)
- Vivir del cuento (1960)
- Variedades de medianoche (1960)
- Tin Tan y las modelos (1960)
- El fantasma de la opereta (1960) – Policía
- El pandillero (1961)
- El duende y yo (1961)
- Viva Chihuahua (1961)
- Escuela de valientes (1961)
- Los inocentes (1961)
- Juventud rebelde (1961)
- El malvado Carabel (1962)
- Ruletero a toda marcha (1962)
- El centauro del Norte (1962)
- Cazadores de asesinos (1962)
- Dinamita kid (1962)
- Los valientes no mueren (1962)
- ¡En peligro de muerte! (1962)
- Los Amigos Maravilla en el mundo de la aventura (1963)
- El tesoro del rey Salomón (1963) – Alí Ben
- Vuelven los Argumedo (1963)
- Fuerte, audaz y valiente (1963)
- Entrega inmediata (1963)
- Buenos días, Acapulco (1964)
- Vivir de sueños (1964)
- Mi alma por un amor (1964)
- Héroe a la fuerza (1964)
- Campeón del barrio (1964)
- El padre Diablo (1965)
- Diablos en el cielo (1965)
- El pecador (1965) û Mesero Juan
- Mi héroe (1965)
- El rifle implacable (1965)
- Tintansón Crusoe (1965)
- Los fantasmas burlones (1965)
- El señor doctor (1965) – Paciente con vendaje
- El indomable (1965)
- El tragabalas (1966)
- El falso heredero (1966) – Joselito el vagabundo
- Cada quién su lucha (1966)
- Corona de lágrimas (1968)
- Duelo en El Dorado (1969)
- El aviso inoportuno (1969)
- Gregorio y su ángel (1970)
- El cuerpazo del delito (1970) – El Gordo
- La hermanita Dinamita (1970) – Conductor de ambulancia
- Chanoc en las garras de las fieras (1970)
- ¡Ahí, madre! (1970)
- El profe (1971) – Padre de Martín
- Los Beverly del Peralvillo (1971)
- Chanoc contra el tigre y el vampiro (1972)
- Hijazo de mi vidaza (1972)
- Entre pobretones y ricachones (1973)
- Chanoc y las tarántulas (1973)
- El capitán Mantarraya (1973)
- Chanoc en el foso de las serpientes (1975)
- Chanoc en la isla de los muertos (1977) – Tsekub Baloyán
- El Chanfle (1978) – Moncho Reyes
- El secuestro de los cien millones (1979)
- En esta primavera (1979)
- Chanoc en el circo Unión (1979)
- OK Mister Pancho (1981)
- El más valiente del mundo (1983)
- Los gatilleros del diablo (1983)
- Luis Miguel, aprendiz de pirata (1985)